# Robert Rathke
Robert Rathke (* 29. Juli 1910 in Leipzig; † 7. Februar 1987) war ein deutscher Schauspieler bei Bühne, Fernsehen und Hörfunk.

## Leben und Wirken
Robert Rathke (mit vollem Namen: Robert Hans Walther Theodor Rathke), bis zu seinem sechsten Lebensjahr auf der Bananen-Plantage seines Vaters auf Samoa aufgewachsen, erhielt seine Schauspielausbildung in Leipzig bei Lina Carstens. Kennengelernt hatten sich die beiden in einer Leipziger Buchhandlung bei einer Carstens-Lesung. Robert Rathke war dort nach seiner Buchhändlerlehre angestellt worden.
Es folgten ab Mitte der 1930er Jahre Theaterengagements in Halle und Breslau, nach dem Krieg bei der Unterländer Volksbühne sowie am Landestheater Esslingen und am Stadttheater Aachen. Ab 1954 hatte er bis zu seiner Berentung 1975 ein festes Engagement als (Hörspiel-)Sprecher und (Fernsehspiel-)Schauspieler am damaligen Südwestfunk in Baden-Baden. Gleichzeitig waren die SWF Schauspieler damals vertraglich verpflichtet, am Stadttheater Baden-Baden pro Spielzeit zwei Engagements kostenlos anzunehmen. Am Südwestfunk entstand auch in den 1960er Jahren sein bekanntestes Hörspiel Der Mann mit dem kleinen Hund nach Georges Simenon in der Textfassung von Gert Westphal und unter der Regie von Peterpaul Schulz. In Fernsehspielen des Südwestfunks und der meisten anderen ARD und ZDF Rundfunk- und Fernsehanstalten spielte Robert Rathke – anfänglich vor allem in Umsetzungen literarischer Vorlagen oder bekannter Bühnenstücke wie Emilia Galotti, Baron Münchhausen, Besuch der alten Dame, Der gute Mensch von Sezuan oder Die Physiker – meist wichtige Nebenrollen und „Chargen“ aller Art. Mit Vollendung seines 65. Lebensjahres verliert sich seine Spur, vor allem was Fernseh- und Filmrollen betrifft.
Seine einzige Filmrolle spielte er unter der Regie von Fritz Umgelter im ersten Jerry Cotton Film: Schüsse aus dem Geigenkasten. Hier verkörperte er den etwas zurückgebliebenen Gangster „Latschek“, der sein Maschinengewehr im Geigenkasten mit sich führt. Damals schon mit 2,5 Millionen Zuschauern an den Kinokassen sehr erfolgreich, hat der erste Jerry Cotton Film heute noch Kultstatus, auch wegen der Filmmusik von Peter Thomas. Bis 1986 war Robert Rathke dann gelegentlich noch Gast in Hörspielproduktionen. Gerade hier und im Fernsehen arbeitete er mit einer großen Zahl bekannter Regisseure zusammen: Tom Toelle, Michael Hanecke, Fritz Umgelter, Peter Schulze Rohr, Gert Westphal u. v. a.

## Filmografie
- 1955: Undine
- 1956: Die Puppen von Poshanks
- 1956: Philemon und Baucis
- 1957: Die Kraft und die Herrlichkeit
- 1959: Der Besuch der alten Dame (mit Elisabeth Flickenschildt)
- 1959: Raskolnikoff
- 1960: Aufruhr
- 1960: Der Hauptmann von Köpenick
- 1961: Die Nashörner
- 1961: Schweyk im Zweiten Weltkrieg
- 1962: Becket oder Die Ehre Gottes
- 1962: Bluthochzeit
- 1963: Detective Story – Polizeirevier 21
- 1964: Die Silberflöte
- 1965: Schüsse aus dem Geigenkasten (Spielfilm)
- 1965: Der Sündenbock
- 1965: Nachtfahrt
- 1966: Der Forellenhof (TV-Serie, eine Folge)
- 1966: Die zwei Herren aus Verona
- 1966: Die venezianische Tür
- 1966: Der gute Mensch von Sezuan
- 1967: Götz von Berlichingen
- 1967: Der falsche Prinz
- 1967: Sieben Wochen auf dem Eis
- 1968: Anna Böckler
- 1969: Das Rätsel von Piskov
- 1970: Emilia Galotti
- 1970: Menschen
- 1971: Merkwürdige Geschichten – Die verhexte Bahnstation (Fernsehserie)
- 1971: Viel Getu’ um nichts
- 1972: Butler Parker (TV-Serie, eine Folge)
- 1972: Herlemanns Traum oder Das andere Leben
- 1973: Ein Herz und eine Seele (TV-Reihe, eine Folge: Besuch aus dem Osten)
- 1973: Tatort: Cherchez la femme oder Die Geister vom Mummelsee
- 1975: Tatort: Tod eines Einbrechers
- 1975: Eurogang (TV-Krimiserie, eine Folge)

## Hörspiele
- 1954: Aber das Wort sagte ich nicht
- 1958: Belagerungszustand
- 1958: Alice im Wunderland
- 1961: Alkestis
- 1963: Bartleby
- 1963: Anna Laub
- 1966: Der Mann mit dem kleinen Hund
- ca. 1967: Hui Buh Das Gespenst mit der rostigen Rasselkette
- 1967: Besondere Kennzeichen: Keine
- 1968: Anatomie eines Unfalls
- 1969: Anonyme Briefe
- 1970: Akt der Verzweiflung
- 1970: Autokardiogramm oder Letzter Appell ans Röschen
- 1974: Bretter, die den Tod bedeuten
- 1976: Bloß Zufall
- 1977: Brüder, das Sterben verlacht
- 1980: Auf der Höhe der Messingstadt
- 1981: Buffet
- 1986: Bullivants Match oder Brachvogel im Herbst